# Area 51
Area 51, znano tudi kot Območje 51, je letalska baza Ameriških letalskih sil, v kateri so v preteklosti razvijali in testirali skrivnostne vojaške projekte, kot so vohunsko letalo Lockheed U-2, visokohitrostno letalo Lockheed A-12 (SR-71), brezpilotni dron Lockheed D-21 in stealth bombnika Lockheed F-117 Nighthawk. 
Baza je tudi znana pod imeni Dreamland in vzdevki Paradise Ranch, Home Base in Watertown. Oznaka 51 naj bi pomenila 51. ameriška zvezna država.